# Veliki Bukovec (Mače)
 Veliki Bukovec  falu Horvátországban Krapina-Zagorje megyében. Közigazgatásilag Mače községhez tartozik.

## Fekvése
Krapinátóltól 15 km-re délkeletre, községközpontjától  2 km-re délnyugatra a Horvát Zagorje területén fekszik.

## Története
A falunak 1857-ben 527, 1910-ben 948 lakosa volt. Trianonig Varasd vármegye Zlatari járásához tartozott. 1900-ig Bukovec, 1910-től 1931-ig Banjkovec, 1948-tól Veliki Bukovec a hivatalos neve. 2001-ben 362 lakosa volt.

## Külső hivatkozások
A község hivatalos oldala